# Axona
Axona war ein französischer Hersteller von Automobilen.

## Unternehmensgeschichte
Das Unternehmen begann 1920 mit der Produktion von Automobilen. Der Markenname lautete Axona. Im gleichen Jahr endete die Produktion.

## Fahrzeuge
Das einzige Modell war ein Cyclecar. Für den Antrieb sorgte ein Zweizylindermotor mit 662 cm³ Hubraum und 3 PS Leistung.